# فهرس أنواع المشروبات

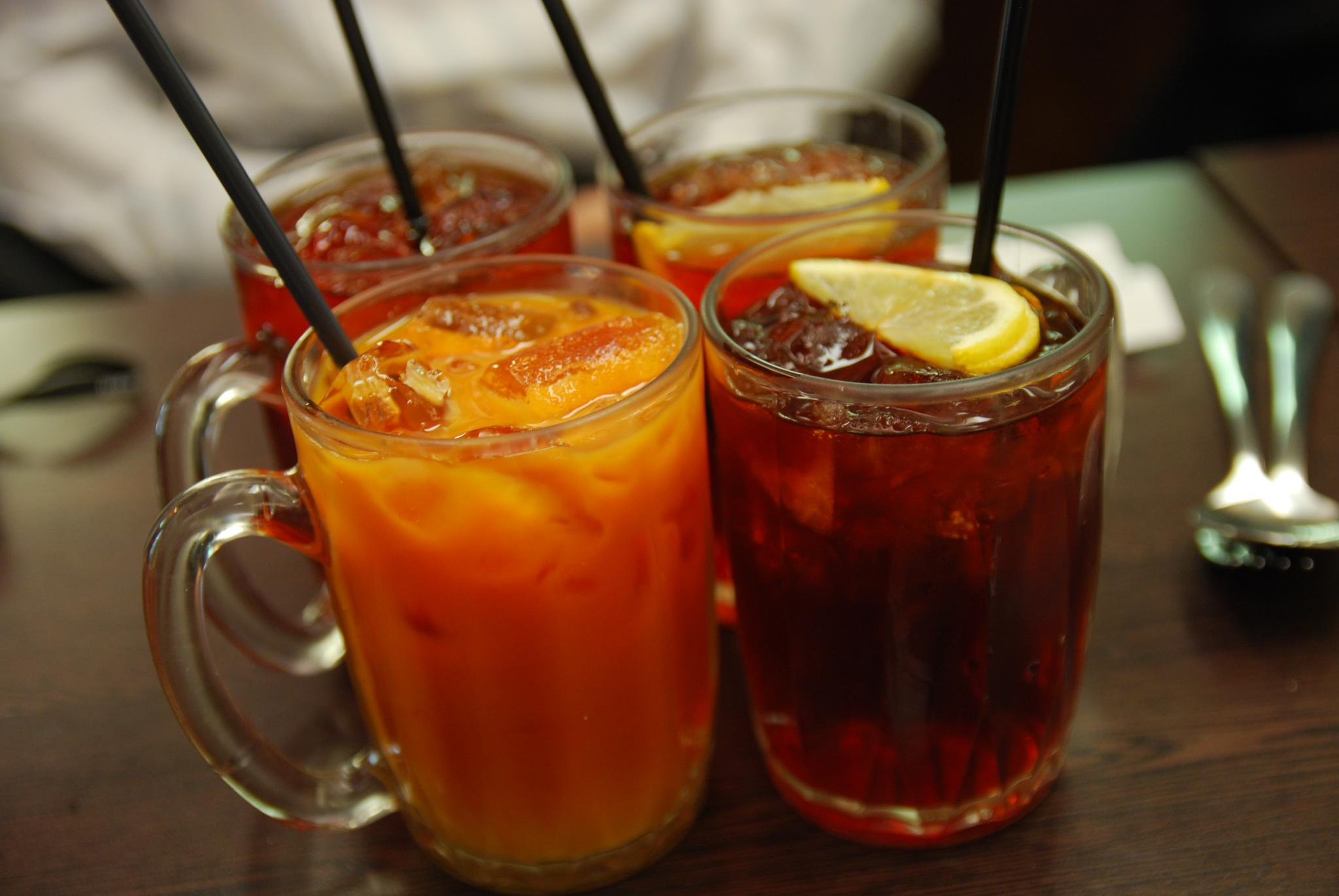
مشروبات تتضمن شاي الليمون والحليب المثلج

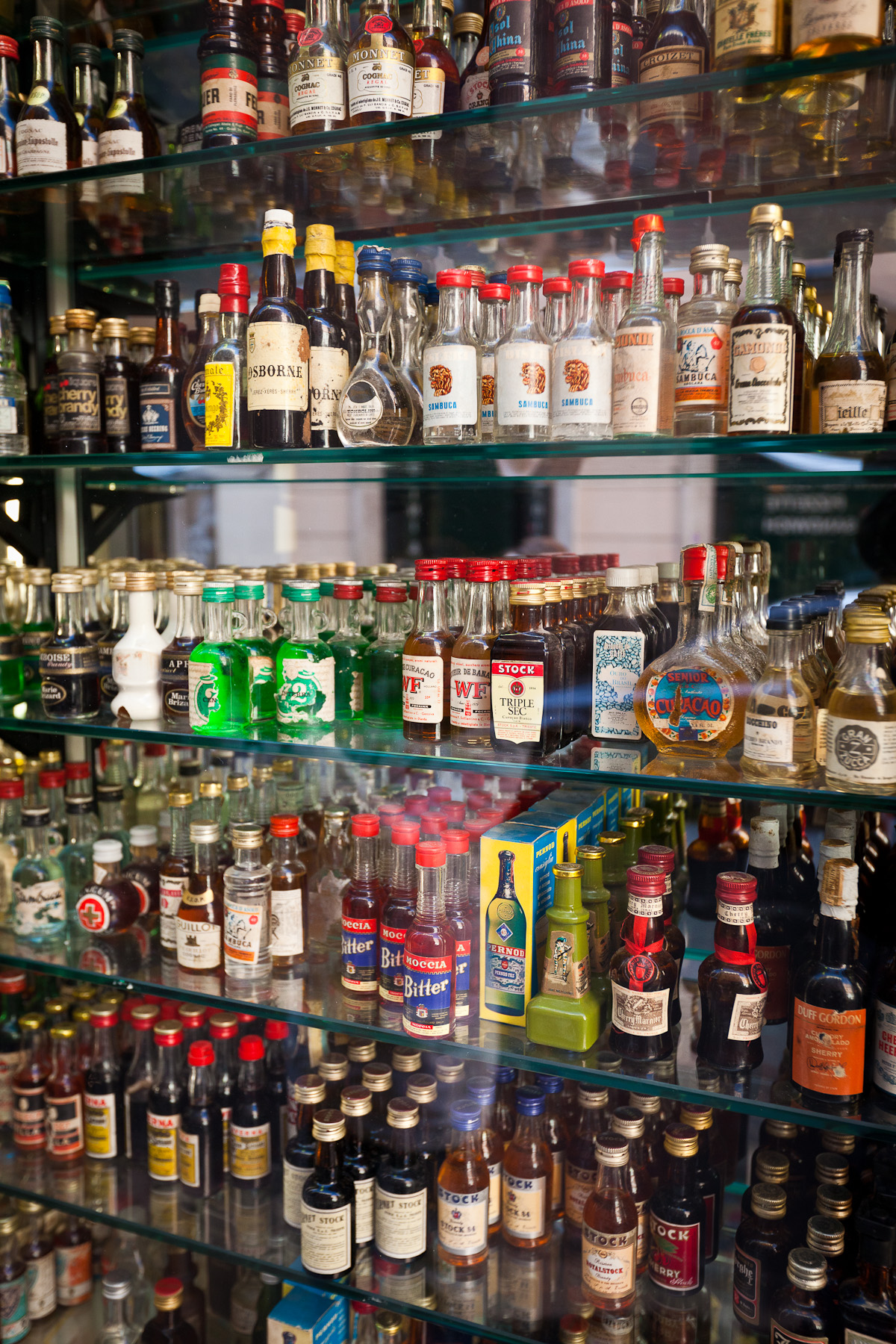
ليكيرات منوعة

المشروبات هي مواد سائلة يحضّرها الإنسان للاستهلاك. تشكّل المشروبات جزءاً من ثقافة المجتمع البشري، فضلاً عن أهميتها كحاجة استهلاكية أساسية. على الرغم من حقيقة أن معظم المشروبات تتضمن الماء في تركيبها بما في ذلك العصائر والمشروبات الغازية، إلا أن الماء لا يُصنّف من المشروبات.
ملاحظة، نظراً لوجود عدد كبير من أنواع وأصناف المشروبات حول العالم، تقتصر هذه المقالة على أهم وأشهر أنواع المشروبات، خاصة تلك المدرجة في تصنيف:مشروبات

## المشروبات الساخنة
هي المشروبات التي تعدّ بتسخين أو غلي المكونات وتقدَّم ساخنة.
- القهوة.
- الشاي.
- قائمة المشروبات الساخنة.

### مشروبات تحوي كافيين

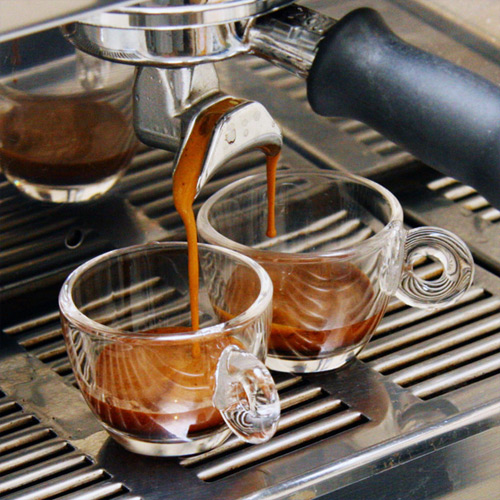
قهوة اسبرسو

المشروبات التي تحوي مادة الكافيين المعروف عنها أنها مادة منبهة

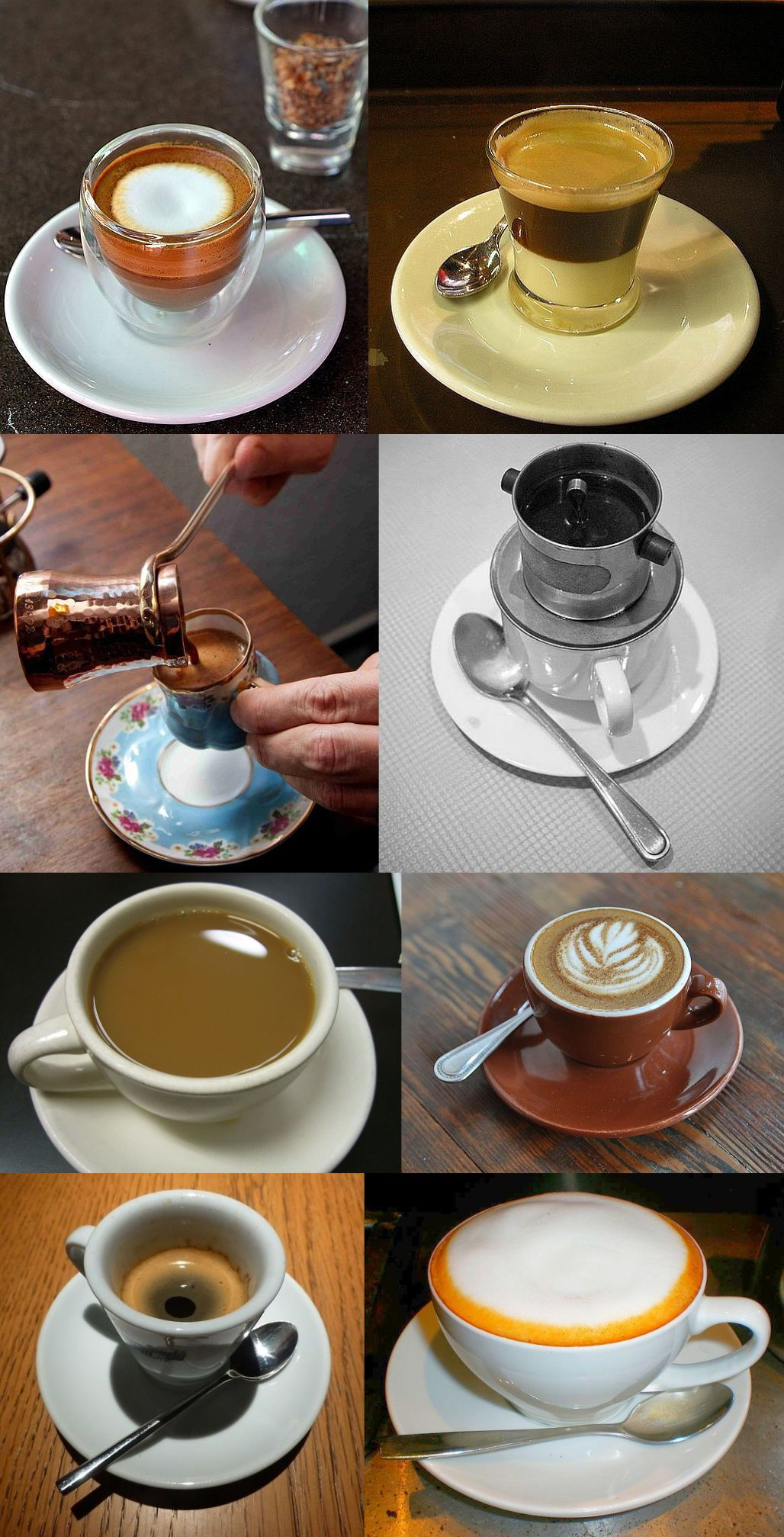
أنواع مختلفة من القهوة

### القهوة
بشكل عام، تُصنع القهوة بمزج الماء الساخن مع حبوب البن المطحونة. ثمة أنواع ونكهات عديدة للقهوة تختلف طرق إعدادها من دولة إلى أخرى، لكن أهم أنواع مشروبات القهوة:
القهوة العربية.
القهوة التركية.
الموكا.
نسكافيه.
اسبرسو.
قهوة إيرلندية.
- قائمة مشروبات القهوة.

### الشوكلاتة
مشروب الشوكولاتة، يُنتج بمعالجة بذور شجرة الكاكاو وتحليته. يعود أقدم توثيق لمشروب الشوكلاته إلى حضارة الأولمك جنوب وسط المكسيك حوالي عام 1100 قبل الميلاد. معظم حضارات وسط أمريكا عرفت مشروبات الشوكولاته مثل المايا والأزتك.

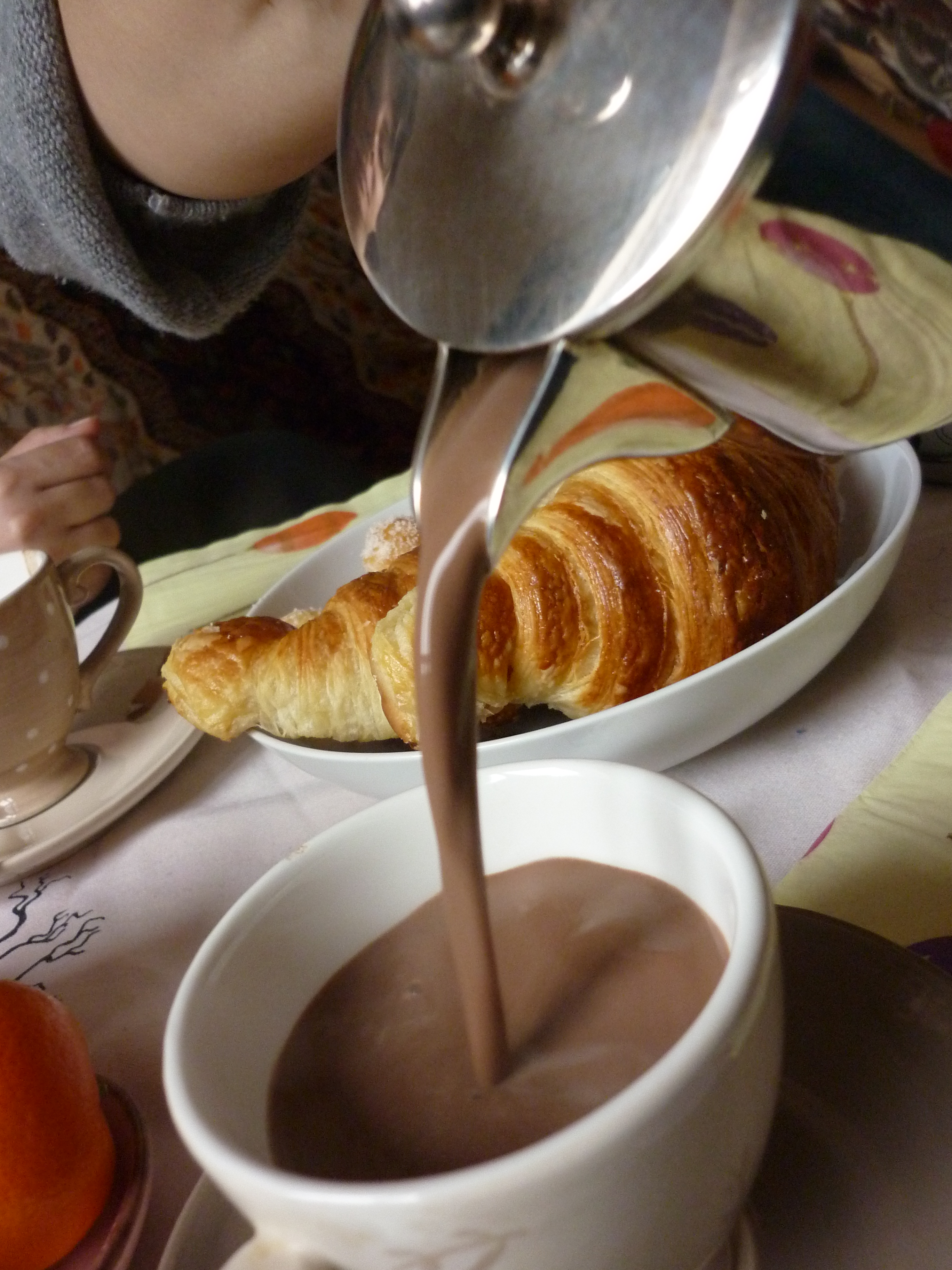
شوكولاتة ساخنة مقدمة مع كرواسون

### الشاي
يُحضر مشروب الشاي من منقوع أوراق الشاي الخضراء أو المجففة. ويقدم هذا المشروب ساخناً بالغالب.
شاي أخضر.
شاي أبيض.
شاي كرك.
شاي أعشاب.

## المشروبات الباردة
هي المشروبات التي تقدّم باردة، وقد يضاف الثلج إلى بعضها كما في عصائر الفواكه.
- حليب، قد يشرب الحليب دافئاً أو بارداً.
- قهوة مثلجة.
- عصائر الفواكه - وهي السوائل المستخلصة من الفواكه الطازجة، وقد يضاف لها السكر والثلج ومكونات أخرى كالنعنع والأعشاب. وأهم أنواعه:

عصير ليمون.
عصير برتقال.
عصير تفاح.
كوكتيل الفاكهة.
- ميلك شيك.
- شوكولاتة بالحليب.
- شاي مثلج.

### مشروبات غازية

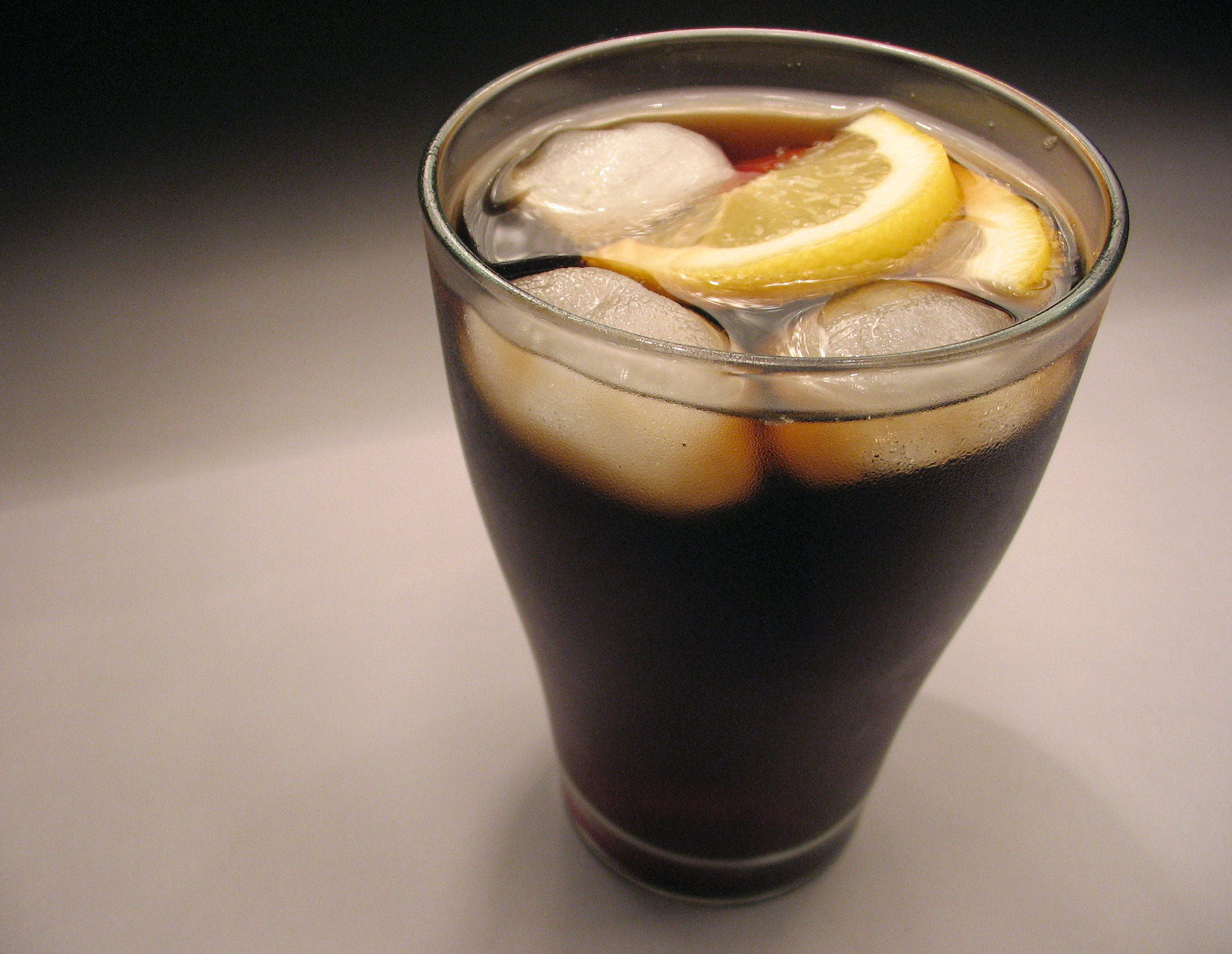
كأس من مشروب غازي مع الثلج والليمون

المشروبات الغازية، هي مشروبات تتكن من الماء أو مياه مكربنة ومُحَلِّيات ومواد مُنَكِّهَة. أما المحليات فيستخدم السكر أو شراب الذرة عالي الفركتوز أو عصير الفواكه أو بديل السكر (في مشروبات الدايت) وقد يستخدم مزيج منها. قد تحوي المشروبات الغازية كافيين وملونات ومواد حافظة ومكونات أخرى.
- قائمة العلامات التجارية للمشروبات الغازية
- قائمة نكهات المشروبات الغازية
- قائمة منتجي المشروبات الغازية
- تصنيف:شركات مشروبات

## الكحوليات

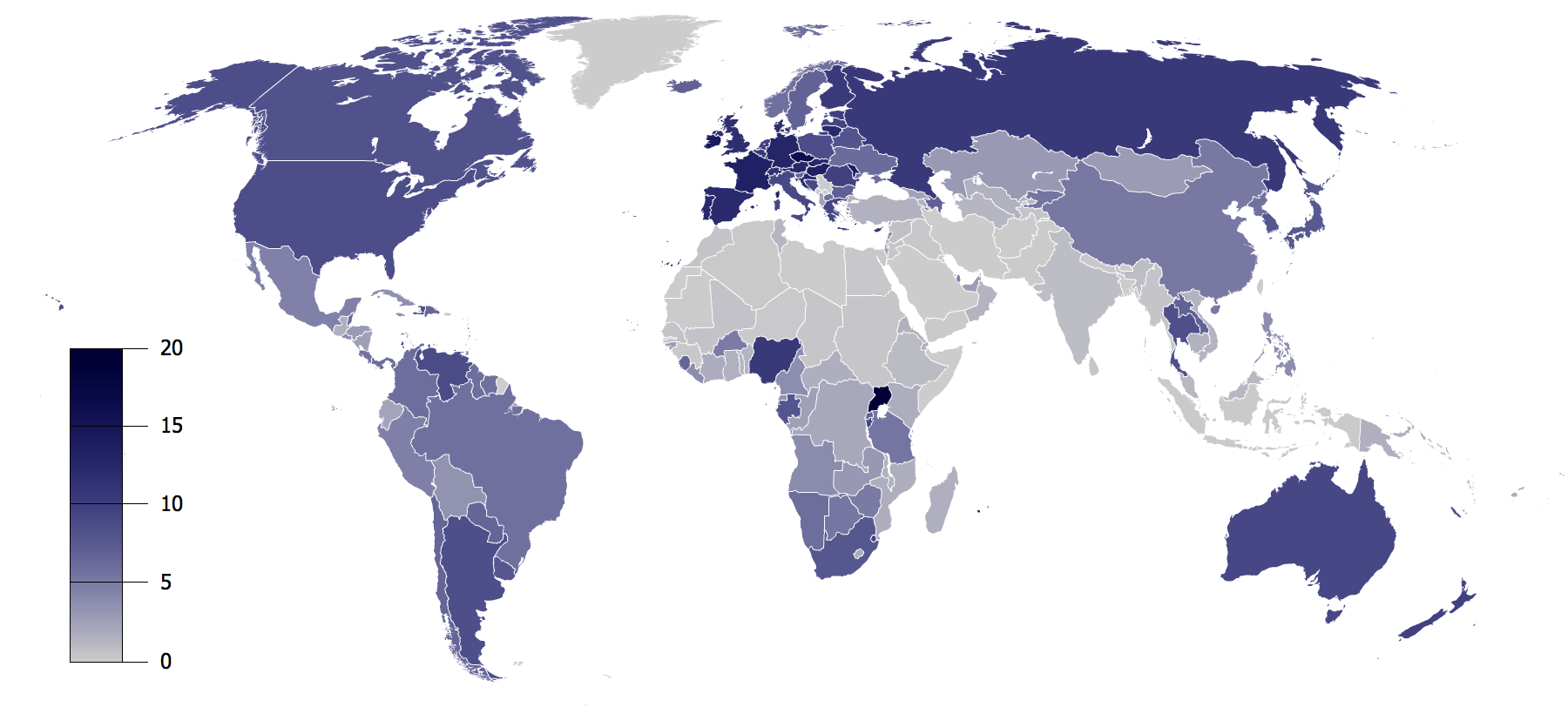
بيانات عام 2004 عن الدول حسب استهلاك المشروبات الكحولية (العمر 15 عام أو أكبر)، لكل سنة، حسب الدولة، مقدرة بالليترات.

المشروبات الكحولية هي سوائل يدخل الإيثانول في تركيبها، وتعرف باسم الكحول، على الرغم من أن علم الكيمياء يُعرّف الكحول على أنه سائل ذو مركبات أخرى كثيرة. كانت المشروبات الكحولية كالنبيذ والجعة والليكيرات جزءاً من ثقافة الإنسان على مدى 8000 عام. ثمة عدد كبير من العلامات التجارية للمشروبات الكحولية المنتجة في جميع أنحاء العالم.

### البيرة

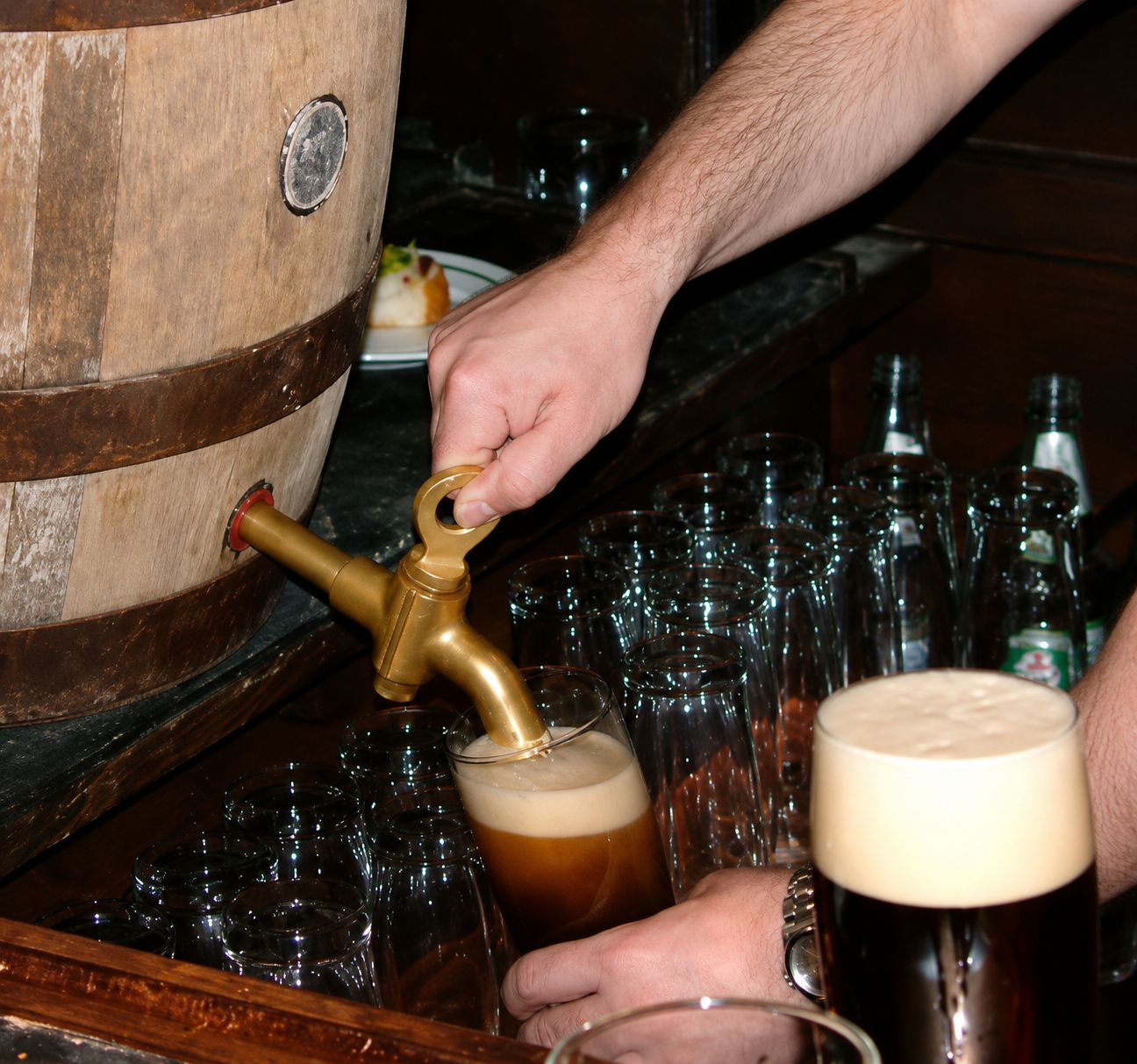
جعة تسكب من برميل

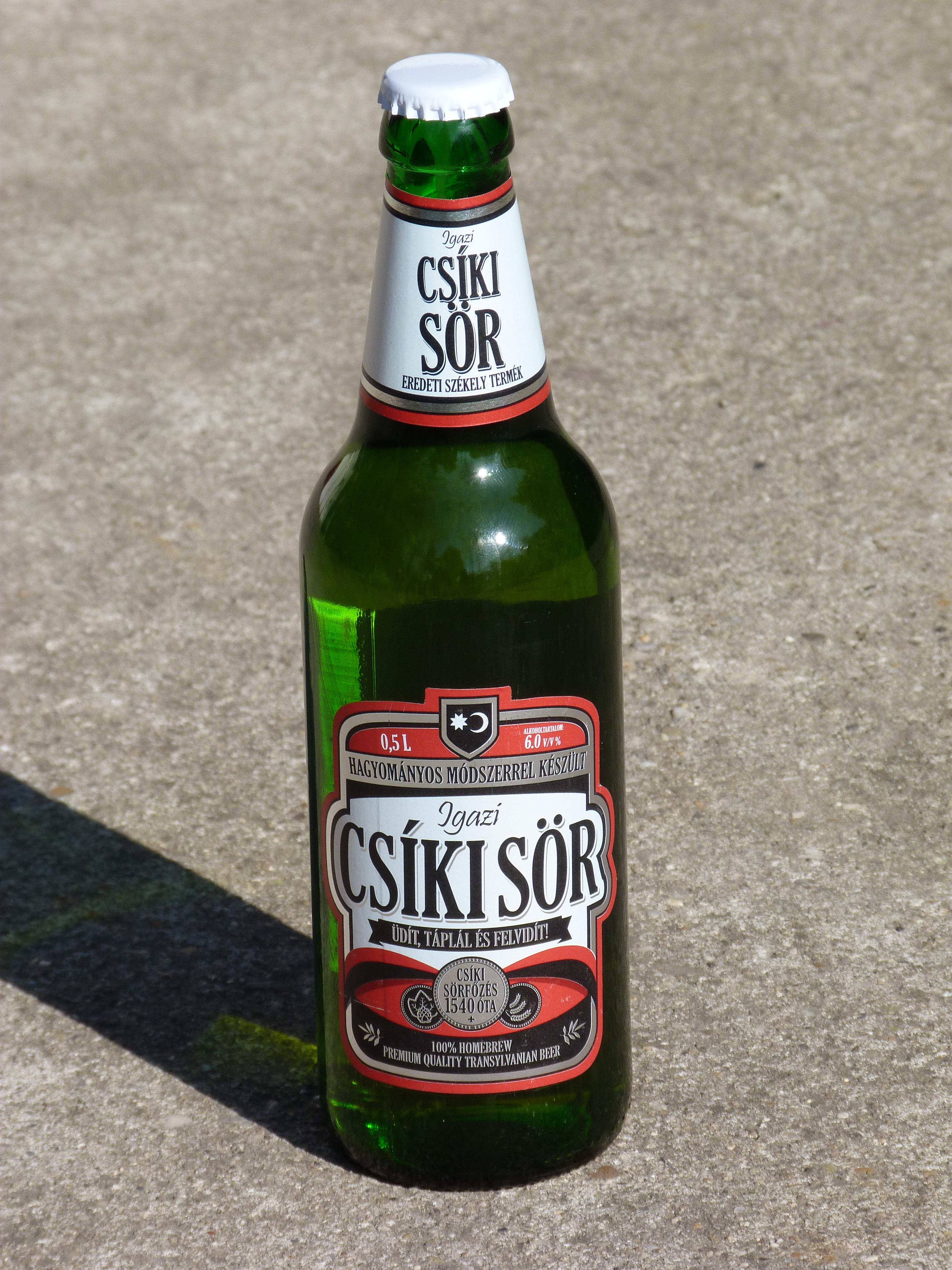
جعة معبّأة في زجاجات

تنتج الجعة من النشا وتخمير السكر الناتج. تشتق إنزيمات النشا والتسكير من الحبوب، خاصة الشعير المملت (النابت) والقمح المملت. تضاف المنكهات لمعظم أنواع البيرة والتي تضفي عليها طعم المرارة وهي تعمل بمثابة مواد حافظة، وقد تضاف منكّهات بالأعشاب والفواكه أحياناً. تُعرف عملية إعداد البيرة بصنع الجعة
- قائمة الدول حسب استهلاك البيرة للفرد

### السيدر

سيدر

السيدر هو مشروب كحولي من عصير التفاح. تتراوح نسبة الكحول في السيدر من 1.2% إلى 8.5% أو أكثر في أنواع السيدر الإنجليزية التقليدية. في بعض المناطق، يسمى السيدر ب«نبيذ التفاح».

### خمور (مقطرة)
المشروبات المقطرة أو ليكير أو المشروبات الروحية هي كحوليات تنتج بتقطير الخليط الناتج عن التخمّر، كالنبيذ. تنقّي هذه العملية الخليط وتزيل المركبات المميعة كالماء بهدف زيادة تركيز المحتوى الكحولي (نسبة الكحول). تحتوي المشروبات الكحولية المقطرة على نسبة كحول تعتبر أكثر صلابة في أمريكا الشمالية، حيث يستخدم تعبير «خمور صلبة» لتمييز المشروبات المقطرة عن تلك غير المقطرة والتي تكون أضعف
- جن (مشروب كحولي)
- نبيذ

#### الكوكتيلات

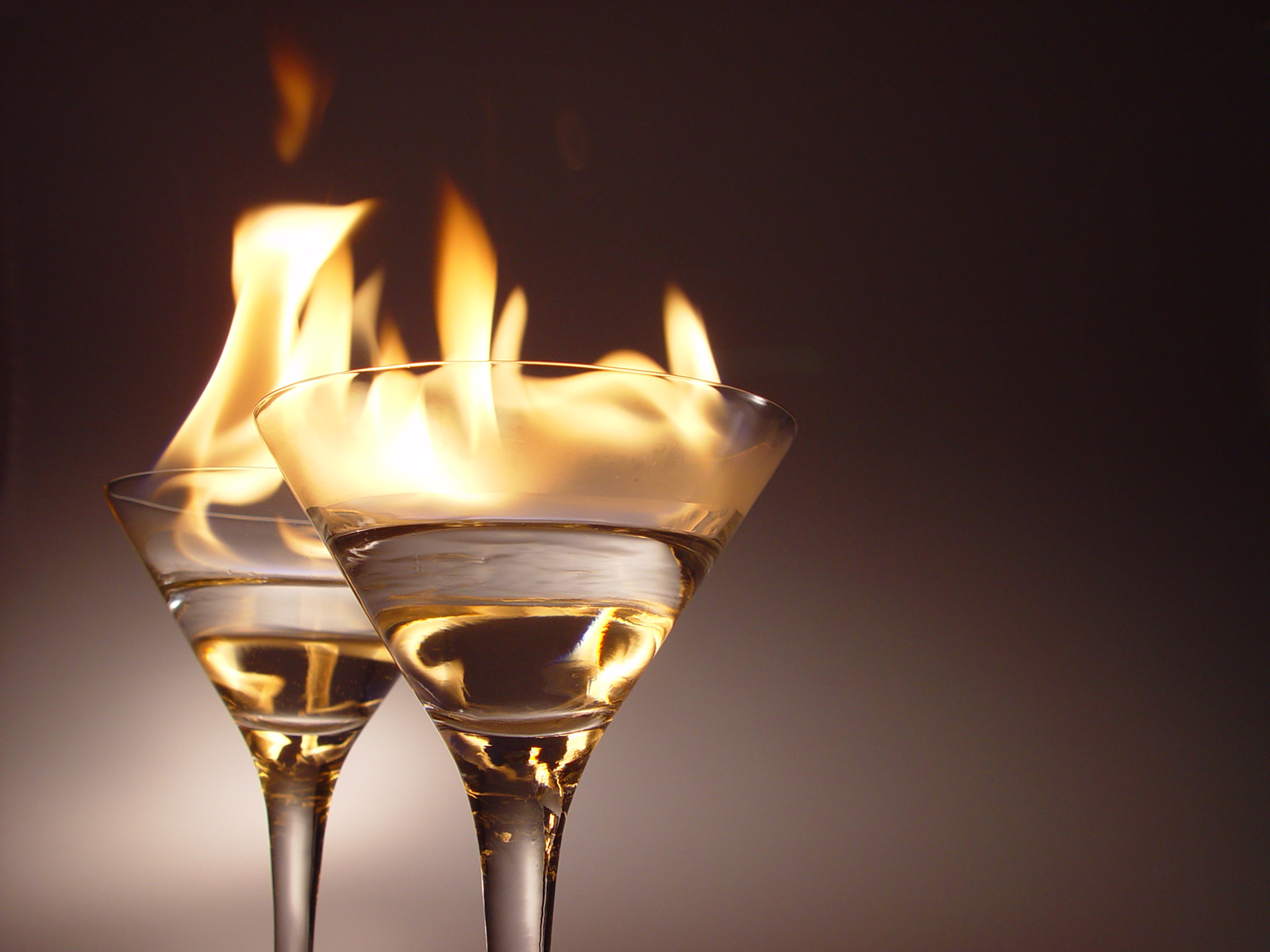
مشروب كوكتيل

الكوكتيل هو مزيج من المشروبات الكحولية يتكون من مكوّنين أو أكثر. يتطلب الكوكتيل وجود مكون كحولي واحد على الأقل وغالباً ما يكون ليكير لكن يمكن استخدام البيرة والنبيذ. كما يمكن أن يحوي مكوناً حامضاً أو مراً.

### النبيذ
|                      |  |  |
| نبيذ أبيض ونبيذ أحمر |  |  |

النبيذ هو مشروب كحولي يُصنع بتخمير العنب أو فاكهة أخرى. إن التوازن الكيميائي الطبيعي في العنب يجعله يتخمر دون الحاجة لإضافة السكر أو الأحماض أو الإنزيمات أو الماء أو أي مغذيات أخرى الخميرة في العنب تحوّله إلى إيثانول وثاني أكسيد الكربون. تستخدم أنواع مختلفة من العنب والخميرة في إنتاج أنواع مختلفة من النبيذ. أما الاختلافات بين هذه الأنواع فمرجعها إلى التفاعلات الكيميائية المعقدة بين المركبات البيوكيميائية في الفاكهة والتفاعلات التي تتضمنها عملية التخمير، إضافة إلى عمليات المعالجة التي يدخلها الإنسان.
- قائمة الدول المنتجة للنبيذ

### المشروبات غير الكحولية
يشير مفهوم المشروبات غير الكحولية إلى المشروبات التي تحوي كحولاً طبيعياً لكن نسبته لا تتجاوز 5% من الحجم.

### مشروبات ممزوجة
الشراب الممزوج هو أي مشروب يتكون من مكونين أو أكثر. بعضها قد يكون كحولي والبعض الآخر غير كحولي.